# Bobbau
Bobbau is een plaats en voormalige gemeente in de Duitse deelstaat Saksen-Anhalt, en maakt deel uit van de Landkreis Anhalt-Bitterfeld.
Aantal inwoners, peildatum 31 december 2024, ontleend aan de gemeentelijke website: 1.357. Tweede-woningbezitters zijn niet meegeteld.
Bobbau ligt aan de Bundesstraße 184  in het uiterste noorden van de gemeente. Direct ten oosten van Bobbau ligt Jeßnitz (Anhalt). Het spoorwegstation van dat dorp ligt op loopafstand van Bobbau.

## Afbeeldingen

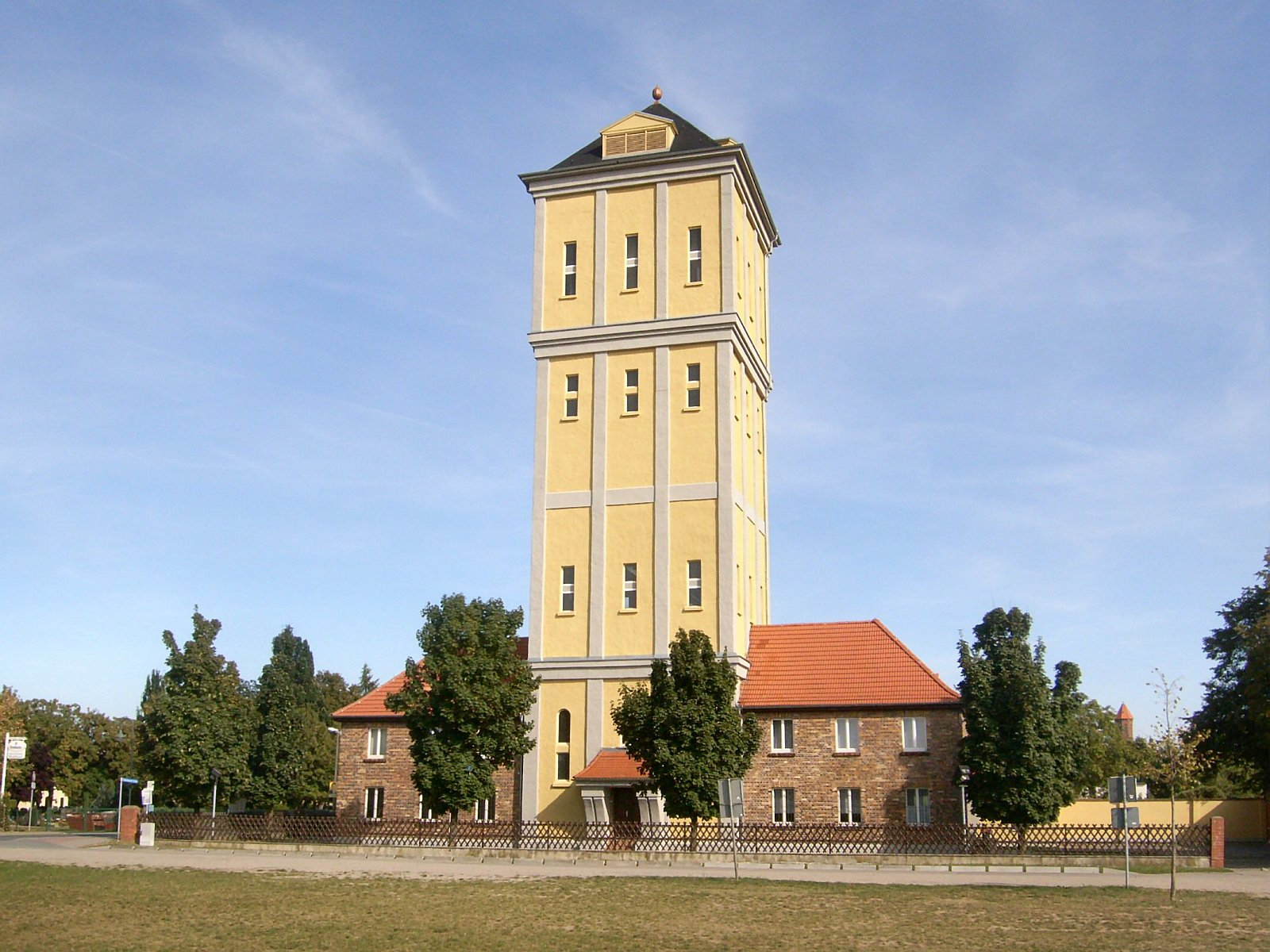
Watertoren te Bobbau
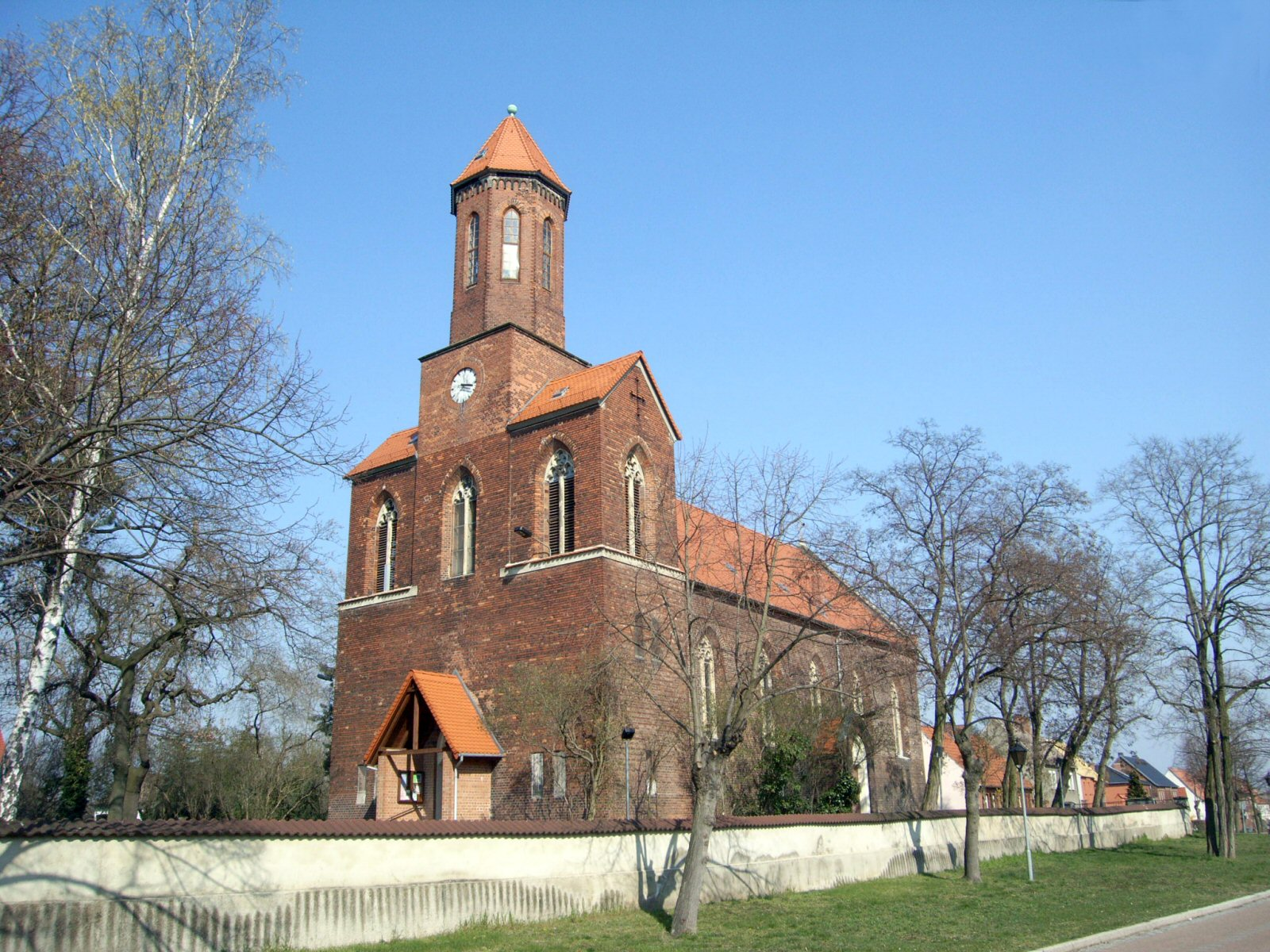
Evang.-lutherse Christuskerk (1875)

Zie voor meer informatie onder Bitterfeld-Wolfen.